# Ruta 37 y 9
Ruta 37 y 9 ist eine Ortschaft in Uruguay.

## Geographie
Sie befindet sich auf dem Gebiet des Departamento Maldonado in dessen Sektor 3 südöstlich von Pan de Azúcar. Nächstgelegene weitere Ansiedlungen sind Gerona im Nordwesten sowie Piriápolis in wenigen Kilometern südwestlicher Entfernung an der dortigen Küste des Río de la Plata.

## Einwohner
Ruta 37 y 9 hatte 2011 62 Einwohner, davon 37 männliche und 25 weibliche.
| Jahr | Einwohner |
| ---- | --------- |
| 1963 | -         |
| 1975 | 25        |
| 1985 | 97        |
| 1996 | 141       |
| 2004 | 140       |
| 2011 | 62        |

Quelle: Instituto Nacional de Estadística de Uruguay